# 池田敬子
池田 敬子（いけだ けいこ、旧姓 : 田中、1933年11月11日 - 2023年5月13日）は、元女子体操競技選手で、指導者、教育者。広島県豊田郡鷺浦村（現：三原市鷺浦町）出身。息子は教師。

## 人物
メルボルン五輪・ローマ五輪・東京五輪体操女子代表。1954年世界体操競技選手権で日本女子体操界初の金メダリストとなり、「ローマの恋人」と呼ばれた。東京五輪団体銅メダリスト。体操ニッポンの先駆者と言える。いわゆる「ママさん選手」の先駆けとなった人物。指導者としても名を残し、五輪代表選手を育てている。日本女子体操界初の国際体操殿堂入り。2012年、瑞宝中綬章受章。
三原市名誉市民、日本体操協会功労賞、横浜文化賞。最終学歴は日本体育大学卒。同大学で教授から名誉教授、副学長を務めた。
夫は元体操選手で日本体育大学や国士舘大学で指導した池田睦彦。2人の息子がおり、長男は慶應義塾普通部教諭の池田啓彦。
2023年5月13日、神奈川県川崎市内の介護施設で脳腫瘍により、死去。89歳没。叙従五位。

## 来歴

### 生い立ち
瀬戸内海三原湾に浮かぶ佐木島の生まれ。実家は向田浜の「浜旦那」つまり塩田の地主・経営者で、比較的裕福な家庭に育つ。おおらかな父と、厳格な母・祖母に育てられる。2人兄弟で、兄は元広島県議会議員の田中信一。
幼いころから山や川で遊んだ「おてんば娘」として育ち、水泳・バレーボール・ソフトボールと、いろんなスポーツをする。当時島にあった向田小学校、鷺浦中学校で学ぶ。中学では9人制バレーボールのエース、陸上短距離と水泳で県大会に出場していた。
これらスポーツと平行して、10歳小学4年生（1943年）から三原市内にあったバレエ教室に通い始め高校まで続けていた。当時そのバレエの先生からジャンプ力を褒められている。この経験が後の体操競技での下地となっていった。
敬子の幼少期は第二次世界大戦の最中であるが、佐木島、三原市中心部ともに空襲の被害にあっていない。ただ1945年広島市への原子爆弾投下により叔父は被爆死、その翌日から父親は叔父を探しに広島に入ったため入市被爆し、同年冬に父親も亡くなっている。

### 体操との出会い
1949年、広島県立三原高等学校に入学すると、当初はテニス部に入る。部活の最中に遊びで鉄棒をやっていたところ、体操部顧問にスカウトされ体操部へ編入する。幼いころにサーカスの道具だと思っていたものは、平均台や段違い平行棒だとこの時に知ることになる。入部してすぐ平均台の上でジャンプやターンをこなし、周囲を驚かせた。体操競技にのめり込み、小学生の頃から続けたバレエを辞め体操を続けた。家族は体操を知らず、祖母の前で宙返りを決めると「女の子が大股開くとは何事じゃ」と怒られた、と回想している。
体操部入部3ヶ月後、県大会で優勝。東京国体に出場し6位入賞。この結果を地元紙中国新聞がとりあげたことにより、地元佐木島は大騒ぎとなった。
バレエの経験を活かした演技はそれまでの体操界のものとは違うためになかなか受け入れられなかったが、“広島に凄い選手が出現した”と話題になった。
1952年、“体操の神様”竹本正男に憧れ日本体育大学に入学。この年から日体大は女子を入れたためいわゆる女子1期生となり、授業内容は男子と同じだった。体操部も同様に男子と一緒に練習し、つり輪などの男子種目もこなしていた。高校までのバレエで培われた表現力と、大学での身体能力強化により、体操選手として花開くことになる。1953年、全日本体操競技選手権大会初優勝。

### 「ローマの恋人」
1954年、大学2年・19歳の時、日本男子体操チームのお供の形で初めて海外遠征した。これは日本の女子体操競技初の海外遠征であった。そして男子チームと共にローマ世界体操競技選手権に出場、平均台で日本女子体操史上初の金メダルを獲得した（この大会では竹本正男も日本男子体操史上初の金メダルを獲得。なお女子史上2人目は2017年大会の床で村上茉愛が獲得するまで63年要した）。華やかで美しいジャンプとターンで世界の体操ファンを魅了、現地では「ローマの恋人」と持て囃された。時は戦後復興の最中、人々は敬子の活躍に希望を見出し熱狂し、帰国後の羽田空港にはマスコミが殺到した。故郷の佐木島では提灯行列、実家では餅まきが行われるなどお祭り騒ぎとなった。
世界選手権でのメダルにより敬子は一躍日本女子体操界のリーダーとなり、体操ニッポンの黄金時代をリードしていった。
1956年、日体大を卒業、そのまま助手として大学に留まった。昼間は教員として授業、夕方から体操部で指導、夜になり空いた時間に自分の練習をした。
1956年メルボルンオリンピックで五輪初出場、ゆか4位、個人総合で13位、団体6位に終わる。日本選手団の裏方の仕事もこなしていた。当時の日本体操界は団体戦を重視していたこともあり、個人成績は意識していなかったと回想している。そして当時のオーストラリアは戦後10年経ったとはいえ反日感情が残っていたと回想している。
1958年モスクワ世界選手権、ゆかで銅メダルを獲得する。この大会で日本選手団に集団食中毒が発生したが、敬子は一人ピンピンしていた。

### 結婚、出産、東京五輪
1958年、国士舘大学教員であった池田睦彦と結婚、以降「池田」姓を名乗るようになる。睦彦とは縁談により知り合い、体操を続けるという条件での結婚だった。敬子は周囲の雑音を無視し、家事もこなしながら日体大教員として、そして体操を続ける。
1960年ローマオリンピックに出場。試合会場は天井から砂が落ちてくるほど古く、環境に四苦八苦したと回想している。この大会の段違い平行棒で、女子の選手としては世界で初めてとなる「フルターン」を決めているが得点は伸びず、これに怒る観客が続出した。個人総合6位、段違い平行棒・平均台5位、団体4位。次の五輪は地元開催の東京オリンピック、4位に終わった女子体操は次の五輪でのメダル獲得を期待される。
1961年、長男を生む。出産4ヶ月後に出場した全日本選手権で5連覇を達成した。なおこの記録は2011年に鶴見虹子が6連覇を達成するまで日本記録であった。翌1962年プラハ世界選手権に出場し、平均台で銅メダルを獲得した。東京五輪に向けて周囲の期待は俄然高まった。ただ敬子がプラハから帰ってくると、1歳になった長男は母親の顔を忘れており、ショックだったと回想している。
1963年、次男を生む。翌年に東京五輪を控えて国民が期待していた中でのことだった。日本体操協会は「五輪があるのに出産とは何事か」と怒り、敬子は「産みます。五輪でも勝ちます」と返すと、協会「そんなことできるわけない」、敬子「こいつ、いまに見てろよ」と闘志を燃やした。妊娠7ヶ月まで妊婦姿になっても練習に励み、産後1週間で練習に戻っている。当時はママさん選手に対するサポート体制は整っておらず、合宿には息子2人を連れて行き自分で育児をこなした。乳の出も悪くなり、さらに五輪1ヶ月前に右ふくらはぎ肉離れの大怪我を負ってしまった。
1964年、東京五輪。女子団体ではソビエト連邦とチェコスロバキアが実力的に抜けていて、3位を日本と統一ドイツと争う状況だった。その大一番、最初の種目となった平均台で「片足前方宙返り」を決めチーム最高の9.70点を叩きだし、東京体育館の興奮は最高潮となった。ドイツはその後の演技でミスを連発し、結果日本女子体操界悲願の3位に入り銅メダルを獲得した。

### 現役晩年
東京五輪が行われた1964年で31歳になっていたが、五輪後も体操女子界のリーダーとして活躍した。五輪後の目標として、“女王”ラリサ・ラチニナを倒すことに定めた。
1966年、ドルトムント世界選手権に出場。個人総合3位銅メダル、平行棒で銀メダルと、ラチニナを上回る結果を残し悲願を達成した。ただ敬子にとって、この大会は結果よりも転換期となる大会にあった。個人総合は24歳のベラ・チャスラフスカと17歳のナタリア・クチンスカヤと33歳だった敬子に比べ一回り若い選手たちが上位に入り、ラチニナが実は自分のことよりもソ連の次世代の若い選手のために試合に出ていたこと、と他国の体操界では若返りが進んでいたが、日本はまだ敬子が前に出ていた状況だったため、以降次世代の育成を意識しだすようになる。結局、この大会は敬子にとって最後の国際大会となった。
1967年、全日本選手権で10度目の優勝を飾る。このV10は2015年現在でも史上最多記録である。ただ、この時から成績は振るわなくなっていった。1968年メキシコシティーオリンピック出場にも意欲を燃やしたが代表には落選した。1968年メキシコ五輪後に行われた全日本選手権が公式戦最後の出場となった。
敬子は2011年のインタビューで、「周りが勝手に引退といってるだけで、自分でやめるとは言ってない。今でも現役で試合に出れる。」と語っている。

### 指導者として
1966年ドルトムント世界選手権終了後、現役のまま指導者としてジュニア層育成を掲げ体操クラブ「池田健康教室」を開講した。のちに幅広い年齢層に門戸を広げ、またジュニア層育成ではのちに五輪に出場する岡崎聡子、野沢咲子らを育てている。1975年には故郷の広島に「ジャンピング体操スクール」を立ち上げている。
1975年、全日本ジュニア体操クラブ協議会設立に奔走、女性唯一の役員（副理事長、のち専務理事）、1978年、全日本ジュニア体操競技大会、1989年、国際ジュニア体操競技大会を開催。全日本ジュニア体操クラブ連盟理事長、日本体操協会副会長、NHK経営委員、テレビ朝日番組審査委員、2008年、オリンピック・パラリンピック（横浜）策定部会長など多くの役職を歴任。
また日本体育大学でも助手、助教授、教授として多くの学生選手を育て上げた。日体大での要職としては、スポーツ局長、副学長、名誉学長を務めて、2003年退職。
2002年、日本体操女子で初めて国際体操殿堂入りした。授賞式では、ケレティ・アーグネシュとともにまだやれるとドレスのまま逆立ちをしてみせ拍手喝采を浴びた。同年新藤兼人と共に三原市名誉市民に賞与。
晩年には花園大学客員教授となり、体操教室も続けていた。

## 記録
- 五輪
  - 1964年東京五輪 - 団体銅
- 世界選手権
  - 1954年ローマ - 平均台金
  - 1958年モスクワ - 平均台銅、ゆか銅
  - 1962年プラハ - 平均台銅、団体銅
  - 1966年ドルトムント - 段違い平行棒銀、個人総合銅、団体銅
- 全日本選手権
  - 優勝10回 - 1953年、1955年、1957年、1958年、1959年、1960年、1961年、1964年、1965年、1967年
- NHK杯
  - 優勝1回 - 1964年

## エピソード
- ベラ・チャスラフスカは日本との関係が深いが、それを結びつけた関係者の一人。チャスラフスカはプラハの春を支持する“二千語宣言”に署名したことによりチェコスロバキア政府から政治的迫害をされていた。彼女を支援する一環として1977年日本で行われる国際女子ジュニア体操大会にゲストとして招待することを思いついた。池田は同郷で当時外相だった宮沢喜一に協力を仰ぎ、チェコスロバキア政府に彼女の出国許可を働きかけ、来日が実現した。以降も来日を続けている[25][26]。
- 1988年ソウルオリンピックの時、池谷幸雄・西川大輔の高校生コンビいわゆる「清風コンビ」の出場を推薦した人物の一人[22]。
- 2007年11月、鈴峰学園の敷地内に「池田敬子国際体操殿堂入り記念館」を建てる[24]。これは中国地方で初めての民営の体操専用体育館で、工事費約7千万円をすべて池田の自費でまかない建設された[24]。

## 参考資料
- KEIKO IKEDA - 国際体操殿堂（英語）
- 三原市名誉市民 - 三原市
- 池田敬子 - Olympedia（英語）